# Rem
|  | Wiktionary har en ordboksartikel om rem. |

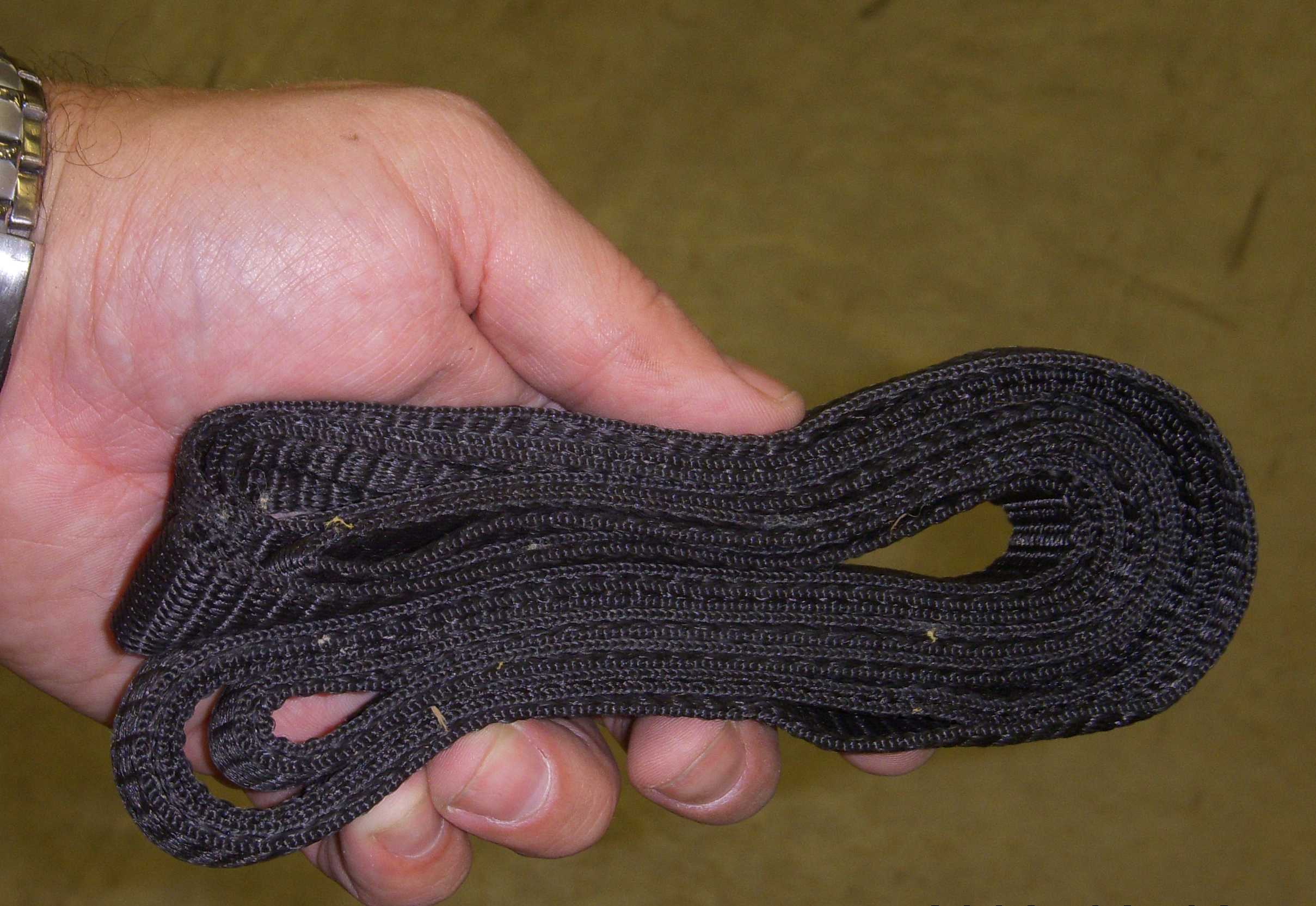
Hopvikt rem i plast.

Remmar är jämförelsevis smala remsor eller band av läder, vävband av plaster eller dylikt material med liknande egenskaper som användes för hopsnörning, hopfästning, samman- eller fastbindning, hängning och dylikt.

## Typer
Det finns flera olika typer av remmar:
- Drivrem – en rem som driver något
- Livrem – en rem man bär kring midjan eller runt höfterna
- Portepé – handrem för svärd
- Remtyg – samling eller sammanhörande komplex av remmar med tillbehör
- Slejf – remmar som knyter ihop ett plaggs eller en skos delar
- Sporremmar – remmar som fäster spännsporrar till stövelklackar
- Spännband – rem med spänne
- Strigel (rem) – en läderrem som används för att uppnå den absoluta skärpan på ett eggverktyg
- Vapenrem – rem som tillåter vapen av hänga över axeln hos dess användare